# Шанткорп
Шанткорп (фр. Chantecorps) насеље је и општина у западној Француској у региону Поату-Шарант, у департману Де Севр која припада префектури Партне.
По подацима из 2011. године у општини је живело 326 становника, а густина насељености је износила 17,07 становника/km². Општина се простире на површини од 19,1 km². Налази се на средњој надморској висини од 200 метара (максималној 211 m, а минималној 156 m).

## Демографија
| 1962. | 1968. | 1975. | 1982. | 1990. | 1999. | 2011. |
| ----- | ----- | ----- | ----- | ----- | ----- | ----- |
| 416   | 456   | 362   | 337   | 305   | 296   | 326   |

График промене броја становника у току последњих година